# Ex-Hacienda de Charcas
Ex-Hacienda de Charcas är en ort i Mexiko.   Den ligger i kommunen Atarjea och delstaten Guanajuato, i den centrala delen av landet, 210 km norr om huvudstaden Mexico City. Ex-Hacienda de Charcas ligger 1 730 meter över havet och antalet invånare är 130.
Terrängen runt Ex-Hacienda de Charcas är kuperad åt sydost, men åt nordväst är den bergig. Terrängen runt Ex-Hacienda de Charcas sluttar norrut. Runt Ex-Hacienda de Charcas är det ganska glesbefolkat, med 22 invånare per kvadratkilometer. Närmaste större samhälle är El Frontoncillo, 11,2 km söder om Ex-Hacienda de Charcas. Omgivningarna runt Ex-Hacienda de Charcas är i huvudsak ett öppet busklandskap.